# آلمازنا
شهر آلمازنا (به روسی: Алмазна) در استان لوهانسک در کشور اوکراین واقع شده‌است. جمعیت این شهر ۴٬۱۶۸ نفر است (در ۲۰۲۱).